# Klaus Wagner (Intendant)
Klaus Wagner (* 5. Mai 1930 in Frankfurt am Main; † 21. Juli 2011 in Ravensburg)  war ein deutscher Theaterschauspieler, Regisseur für Theater und Fernsehen und Intendant.

## Leben
Klaus Wagner war katholisch und wuchs als Sohn von Martha Wagner, geborene Harslem, und des Kaufmanns Karl Johann Wagner in Trostberg auf, einer kleinen oberbayrischen Stadt am Chiemsee. Bei Arthur Kutscher studierte er in München Theaterwissenschaften. Nach vorzeitigem Studienabbruch begann Wagner 1951 im Frankfurter Theater im Zoo bei Fritz Rémond als Regieassistent, Inspizient und Kleindarsteller zu arbeiten. 1953 übertrug Rèmond ihm die erste Regie. Bald schon war Wagner als Gastregisseur in Essen, Hamburg, Bern, Basel, Baden-Baden tätig.
In Bremen und in Bern war er für wenige Jahre als Oberspielleiter am Schauspiel tätig. Seit 1959 inszenierte er Fernsehspiele. Für Das Betriebsfest, das Wagner für den NDR gemacht hatte, erhielt er den begehrten Adolf-Grimme-Preis. Später arbeitete er viel für den hessischen Rundfunk, den NDR, die Bavaria und das ZDF.
Im Jahr 1984 heiratete er die Schauspielerin Madeleine Lienhard.
1979 wurde Klaus Wagner als Nachfolger von Walter Bison zum Intendanten des Stadttheaters Heilbronn gewählt. Seine Intendanz, die 23 Jahre dauerte, zeichnete sich durch eine Öffnung des Spielplans für neue Stücke, durch Gastspiele in Israel, Palästina, Russland und China und durch ein junges Ensemble aus, das das Theater Heilbronn zur Talentschmiede werden ließ.
Deutschlandweit erregte Wagner Aufsehen mit der Inszenierung des Stückes Corpus Christi von Terrence McNally in der Spielzeit 1999/2000. Jesus und seine Jünger werden darin als eine homosexuelle Männergruppe dargestellt, die Figur Marias ist als Transvestitenrolle angelegt und wird als Prostituierte dargestellt.
In seinem Ende der 1960er Jahre erworbenen 300 Jahre alten Weingut gründete seine Frau die Eckenroth-Stiftung zur Förderung des Autoren-Nachwuchses.
Nach dem Ende seiner Intendanz blieb Wagner dem Theater verbunden. Er unternahm mehrere Tourneen (unter anderem mit der Rolle seines Lebens: dem Nathan) und war von 2004 bis zu seinem Tod 2011 Hauptregisseur bei den Klosterfestspielen in Weingarten. Bei den Probenarbeiten zu diesem Festival erlitt er einen Schlaganfall, an dessen Folgen er am 21. Juli 2011 in einer Klinik  in der Nachbarstadt Ravensburg verstarb.

## Weitere Auszeichnungen
Im Jahr 2000 wurde Klaus Wagner mit der Goldenen Münze der Stadt Heilbronn ausgezeichnet.

## Filmografie (Auswahl)
- 1963: Stadtpark
- 1966: Hurra – ein Junge!
- 1966: Betriebsfest